# Большетенькашево
Большетенькашево (баш. Оло Теңкәш) — деревня в Нуримановском районе Республики Башкортостан Российской Федерации. Входит в состав Байгильдинского сельсовета.

## География

### Географическое положение
Расстояние до:
- районного центра (Красная Горка): 27 км,
- центра сельсовета (Байгильдино): 3 км,
- ближайшей ж/д станции (Иглино): 23 км.

## Население
| 2002 | 2009 | 2010 |
| ---- | ---- | ---- |
| 326  | ↗341 | ↘320 |

Национальный состав
Согласно переписи 2002 года, преобладающая национальность — татары (85 %).